# Demetric Bennett
Pour les articles homonymes, voir Bennett.
Demetric Bennett est un joueur de basket-ball américain, né le 25 juin 1985 à Albany. Il évolue au poste d'arrière à Pau-Orthez.

## Biographie
Le 29 juin 2010, il rejoint Pau-Orthez.Lors de la saison 2010-2011, il est sélectionné au All-Star Game français.

### Clubs successifs
- 2008 - 2009 :  Czarni Słupsk (PLK)
- 2009 - 2010 :  Snaidero Amatori Udine (LegA2)
- 2010 - 2011 :  Pau-Orthez (Pro A)

## Palmarès
- Sélectionné au All-Star Game LNB 2010 en tant qu'étranger